# 76-я пехотная дивизия (вермахт)
76-я пехотная дивизия — тактическое соединение сухопутных войск вооружённых сил нацистской Германии периода Второй мировой войны.
Она была сформирована в преддверии Второй мировой войны как стандартная пехотная дивизия второй волны мобилизации. Участвовала во французской кампании, а также войне против СССР. В ходе Сталинградской битвы была уничтожена. Дивизия второго формирования воевала на Итальянском фронте. Завершающий период войны действовала на южном участке Восточного фронта вплоть до капитуляции в мае 1945 года. Количество кавалеров Рыцарского креста в 76-й дивизии составило 21 человек при 23 награждениях, трое военнослужащих было отмечено Дубовыми листьями к Рыцарскому кресту.

## Формирование и боевой путь
Была сформирована из числа прусских резервистов в рамках второй волны мобилизации в августе 1939 года на территории 3-го военного округа со штабом в Потсдаме. С началом войны прикрывала франко-германскую границу в саарском секторе. Боевое крещение приняла в Бельгии и Франции, где проявила себя весьма достойно.
14 мая 1940 года 299-я пехотная дивизия, совместно с 76-й и 36-й пехотными дивизиями сковывает французские силы в районе линии Мажино и штурмуют Верден.
По окончании кампании переведена в Польшу для ведения оккупационной службы и подготовки вторжения в СССР. Весной 1941 года расквартирована в Румынии, откуда и начала наступление в составе 11-й армии группы армия «Юг» в направлении Тирасполя. За вторую половину года дивизия с боями пересекает всю территорию Украины. В ходе летней кампании вермахта 1942 года развивает наступление на Сталинград, где участвует в боях с сентября и вплоть до своей капитуляции 31 января 1943 года.
13 сентября 1942 года утром в 4.45 по берлинскому времени (6.45 по московскому) на правом фланге 6-й армии 76-я и 71-я пехотные дивизии пытались захватить центральную железнодорожную станцию и центральный причал на Волге..
23 ноября 1942 года дивизия вместе с 6-й армией была окружена под Сталинградом.
По советским разведывательными данным 76-я пехотная дивизия вместе с 113-й пехотной дивизией входила в состав 8-го армейского корпуса.
Окружённая под Сталинградом 6-я немецкая армия и оперативно подчинённые ей соединения и части обороняли район протяжённостью почти 60 км с востока на запад и 30–35 км с севера на юг общей площадью около 1400 кв. км. Район был разделён на пять оборонительных секторов. За северо-западный сектор обороны нёс ответственность 8-й армейский корпус..
Второе формирование началось весной 1943 года в Бретани. Нумерацию и наименования дивизионных подразделений сохранили в прежнем виде. В конце лета воссозданная дивизия была переброшена на север Италии, а в конце года на южный сектор Восточного фронта. Там она участвует в обороне Кривого Рога, где несёт тяжёлые потери, постепенно откатываясь к Николаеву. В марте 1944 года в состав дивизии включены остатки 5-й авиаполевой дивизии, но даже после этого число пехотных батальонов соединения сократилось на треть — с девяти до шести. В дальнейшем 76-я дивизия продолжает отступать на северо-запад через Румынию в Венгрию, где она была вновь фактически разгромлена в ходе сражения за город Орадя (8—12 октября 1944 года), где она совместно с 23-й танковой дивизией пыталась сдержать натиск 6-й гвардейской танковой армии.
Остатки дивизии были направлены в Словакию, а затем в Моравию, где были реорганизованы в боевую группу. Группа была включена в 1-ю танковую армию, в составе которой она встретила окончание войны в районе города Дойчброд.

В выпуске "Союзкиножурнал" № 24 от 23 марта 1942 года демонстрируется приказ полковника Роденбурга по 76-й пехотной дивизии от 21 февраля 1942 г. об уничтожении имущества мирного советского населения при отступлении немецких войск.

## Организация
| (1939) - 178-й пехотный полк - 203-й пехотный полк - 230-й пехотный полк - 176-й артиллерийский полк - 176-й инженерный батальон - 176-й противотанковый артиллерийский дивизион - 176-й разведывательный батальон - 176-й батальон связи - 176-й отряд снабжения | (1942—1945) - 178-й пехотный полк - 203-й пехотный полк - 230-й стрелковый полк - 176-й артиллерийский полк - 176-й инженерный батальон - 176-й противотанковый артиллерийский дивизион - 176-й разведывательный батальон - 176-й батальон связи - 176-й отряд снабжения |

## Командиры дивизии
- генерал артиллерии Максимилиан де Ангелис (1 сентября 1939 — 26 января 1942)
- генерал-лейтенант Карл Роденбург (26 января 1942 — 31 января 1943) (попал в плен)
- генерал пехоты Эрих Абрахам (1 апреля 1943 — июль 1944)
- генерал-лейтенант Отто-Герман Брюккер (июль 1944)
- генерал пехоты Эрих Абрахам (август 1944 — 4 сентября 1944)
- генерал-лейтенант Зигфрид фон Рековски (17 октября 1944 — 8 февраля 1945)
- полковник Вильгельм-Мориц Фрайхерр фон Биссинг (8 февраля 1945 — 14 февраля 1945)
- генерал-майор Эрхард-Генрих Бернер (14 февраля 1945 — 8 мая 1945)